# Функциональный ансамбль темперамента
Функциональный Ансамбль Темперамента (FET) – это название нейрохимической модели, систематизирующей нейрохимические биомаркеры черт темперамента здоровых людей и в поведении при психопатологии . Модель основана на обзоре литературы в области нейрохимии, психофармакологии, эндокринологии и наркологии и классифицирует роли основных нейромедиаторов, опиоидных рецепторов и нейропептидов в регуляции универсальных функциональных аспектов поведения.

## Трудности в поисках соответствия между чертамитемпераментаи нейрохимическими системами
Тот факт, что люди используют лекарства для изменения баланса нейромедиаторов мозга в случаях депрессии, тревожности, шизофрении и других психиатрических заболеваний показывает, что дисбаланс в нейрохимических системах может влиять на поведение человека. Слабая форма такого дисбаланса есть у всех здоровых людей и проявляется в виде постоянных черт характера (темперамента). В этом смысле темперамент (как индивидуальные различия, основанные на нейро-химических системах) и психиатрические заболевания представляют слабую и сильную степени выраженности одного и того же континуума нейрохимического дисбаланса. И на самом деле, многие черты темперамента (импульсивность, поиск впечатлений, энергетические черты, пластичность, социабельность) оказались зависимыми от активации мозговых нейромедиаторов и гормонов.
К концу XX века стало ясно, что человеческий мозг регулируется десятками нейромедиаторов, и большим числом нейропептидов и гормонов. Отношения между этими нейрохимическими системами сложны, т.к. они подавляют или активируют выделение друг друга во время нейронной активности. Сложность этих отношений обесценивает старый подход к нейромедиаторам делящих их только на «возбуждающих» и «тормозящих». Сейчас учёным стало ясно, что впечатляющее разнообразие нейромедиаторов и разнообразие их рецепторов необходимо нам, чтобы мы могли адекватно отвечать на широкий спектр поведенческих ситуаций. Однако связи между чертами темперамента и отдельными нейромедиаторами до сих пор являются предметом споров и исследований. Было сделано несколько попыток приписать отдельные черты действию отдельных нейромедиаторов. Например, было предложено рассматривать дофамин как нейромедиатор черты "Экстраверсия"; норадреналин – как медиатор тревожности, и серотонин рассматривался как нейромедиатор тормозных процессов. Подобные теории оказались серьёзным упрощением функций данных нейромедиаторов в регуляции человеческого поведения, т.к. исследования показали их гораздо более широкую функциональность.

## История модели FET
Архитектура модели Функциональный Ансамбль Темперамента (FET) была развита Трофимовой начально как Компактная версия теста Опросник Структуры Темперамента (STQ-77) в 1997-2007 годах. Горизонтальная дифференцировка этой модели на 4 ряда унаследовала Активностно-специфический подход к структуре темперамента предложенный Русаловым в середине 1980 годов. Согласно этому подходу, черты темперамента (и поведенческая регуляция) относящиеся к моторно-физическим, социально-вербальным и умственным аспектам активности основаны на различных нейрофизиологических системах и должны анализироваться/оцениваться отдельно (на Рисунке такое разделение видно как 3 ряда черт). Так же как и ОСТ Русалова, версия Трофимовой ОСТ-STQ-77 имеет 12 темпераментальных шкал, которые измеряют способности в физических, социально-вербальных и умственных аспектах поведения. В обеих моделях три верхние («кортикальные») черты рассматриваются как черты регулирующие поведения в более сложных, вероятностных условиях, и два ряда черт ниже (физические и социально-вербальные) рассматриваются как регуляция более определённых, детерминистских аспектов поведения    
Вертикальная дифференцировка модели на три колонки следует теории Лурия о трёх регуляторных блоках мозга (сенсорно-информационном, программном и энергетическом), поддержанных в подходе функционального конструктивизма. Этот подход, поддержанный многими экспериментами, начиная с работ Бартлетта  и Бернштейна и Анохина  в 1930х годах указывает на то, что поведение строится каждый раз заново, на основе способностей/потребностей индивида и условий ситуации . И Бернштейн, и Анохин, не смотря на разницу в их моделях, выделяли блоки ориентировки, программирования (интеграции акта, то есть выбора и построение последовательности его элементов) и энергетической поддержки .
Отличия структуры ОСТ-77 Трофимовой от структуры ОСТ-150 Русалова заключаются в:
- выборе группировки черт по динамическим качествам поведения: ОСТ-77 модель использует группы Энергетические черты, Скорость интеграции и Ориентация, представленные на схеме как колонки матрицы черт;
- включении черт относящихся к поведенческой ориентации на определённые типы ценностей — подкрепителей поведения: физические ощущения (черта "Поиск Ощущений"), либо состояние других людей ("Эмпатия"), либо знания о причинно-следственных связях событий и исключительности-частоте их появления (Чувствительность к Вероятностям, или Вероятностное мышление)[4];
- в другой структуре черт относящихся к эмоциональности. Модель Трофимовой объединила три черты Русаловской модели относящиеся к Эмоциональности в одну шкалу [23][25][27]. ОСТ-77 модель рассматривает эмоциональность как систему, которая амплифицирует (усиливает) три динамических аспекта поведения. Амплификация системы ориентации выражается в Нейротицизме, амплификация системы интеграции поведения (слишком быстрая интеграция) выражается в Импульсивности, и усиление субъективного чувства энергетической готовности выражается в Само-уверенности.
- Черта Импульсивности в ОСТ-77 отражает скорость инициации поведенческого акта при эмоциональной регуляции поведения, когда интеграция акта ещё незрелая и не прошла полный когнитивный контроль. Более зрелая и сложная интеграция поведения проявляется в виде черты Пластичность. Черта Темп активности описывает зрелый и автоматический тип интеграции действий. Импульсивность, Темп и Пластичность, следовательно, относятся к группе черт регулирующих скорость (лёгкость) интеграции поведенческого акта.

.

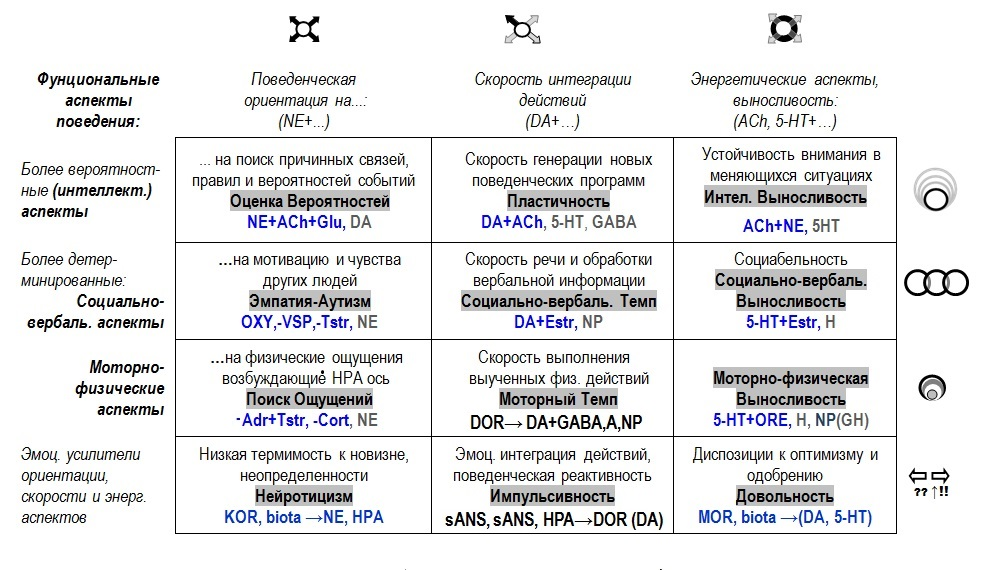
Нейрохимическая модель Функциональный Ансамбль Темперамента структурирована согласно универсальным аспектам построения поведения. Жирный шрифт – названия черт темперамента; заглавными буквами голубым шрифтом в нижних строках – ведущие нейрохимические системы, серым фонтом - партнёры. 5-HT: серотонин; DA: дофамин; NE: норадреналин; ACh: ацетилхолин; Glu: Глутамат натрия, Estr: Эстрогены; GH: Гормон роста; OXY: Окситоцин; NP: Нейропептиды; H – Гистамин; А – Аденозин; KOR, MOR, DOR: каппа-, мю- и дельта-Опиоидные рецепторы, соответственно; VSP – Вазопрессин; Testr – Тестостерон, Cort – Кортизол

В 2007—2013 модель темперамента STQ-77 была сравнена с работами в области нейрофизиологии, нейрохимии, клинической психологии и кинезиологии и сведена Ириной Трофимовой в нейрохимическую модель FET.. Тревор Роббинс, из университета Кембридж, Англия, который сотрудничал с Трофимовой по этому проекту в 2014—2016 годах, предложил ревизию части FET-гипотезы, которая относилась к Интеллектуальной Выносливости (произвольному вниманию). Этот компонент FET-гипотезы был обновлён в 2015 году, определяя главную роль в произвольном удержании внимания нейротрансмиттеров ацетилхолина и норадреналина.

## Компоненты FET-гипотезы
Конечная модель STQ-77/FET состоит из 12 компонентов (черт темперамента): 9 черт регулирующих формальные функциональные аспекты поведения (энергичность, скорость инициации актов и ориентацию поведения, каждый взятый в трёх аспектах — физическом, социально-вербальном и умственном), а также 3 черты эмоциональности (нейротицизм, импульсивность и довольность (ранее названная как самоуверенность)). FET-гипотеза предполагает, что 9 функциональных черт, которые не относятся к эмоциональности регулируются моноаминами (MA): (норадреналином, дофамином и серотонином), а также ацетилхолином и нейропептидами, в то время как 3 черты эмоциональности проявляются как диз-регуляция в системе опиоидных рецепторов, напрямую контролирующих MA-системы.
FET-гипотеза предполагает, что не существует однозначного соответствия между нейромедиаторами и чертами темперамента (или психических заболеваний). Вместо этого специальные комбинации между указанными нейромедиаторами производят те или иные черты темперамента, работая в ансамбле. 
FET-гипотеза консервативна и основана только на консенсусе в нейрохимических исследованиях функциональности нейромедиаторов. Она не включает спорные и непроверенные связи между нейрохимическими системами и чертами темперамента (аспектами регуляции поведения).

## FET-модель и классификация психических заболеваний
FET-модель предлагает структурировать современные классификации психических заболеваний (DSM, ICD) основываясь на 12 функциональных компонентах модели . Так, исследования пациентов, страдающих депрессией показали соответствие предсказаний модели с симптомами депрессии, сочетающимися низкой физической выносливостью и низким физическим темпом в темпераментальных профилях пациентов. В отличие от этих профилей пациенты с хронической тревожностью имели более высокие значения по шкалам нейротицизма и импульсивности. Разработчики FET-модели предложили представление каждого из 21 основных диагнозов ведущих классификаций психических заболеваний в виде ФЕТ-кода, то есть специфического паттерна в регуляции 12 аспектов поведения, которые описывает эта модель.